# El Real de Gandia
El Real de Gandia (spanisch Real de Gandía) ist eine spanische Gemeinde (Municipio) mit 2.670 Einwohnern (Stand: 2024) in der Valencianischen Gemeinschaft, in der Comarca La Safor.

## Lage
El Real de Gandia liegt nahe der Costa del Azahar (Mittelmeerküste) in einer Höhe von ca. 20 m. Die Provinzhauptstadt Valencia liegt etwa 75 Kilometer in nordnordwestlicher Richtung. Durch die Gemeinde führt die Autopista AP-7.

## Geschichte
| Jahr      | 1900  | 1930  | 1950  | 1960  | 1970  | 1981  | 1991  | 2001  | 2011  | 2021  |
| --------- | ----- | ----- | ----- | ----- | ----- | ----- | ----- | ----- | ----- | ----- |
| Einwohner | 1.405 | 1.601 | 1.752 | 1.903 | 1.856 | 1.844 | 1.902 | 1.814 | 2.259 | 2.551 |

## Kultur und Sehenswürdigkeiten
- Marienkirche (Iglesia de la Visitación de Santa María)

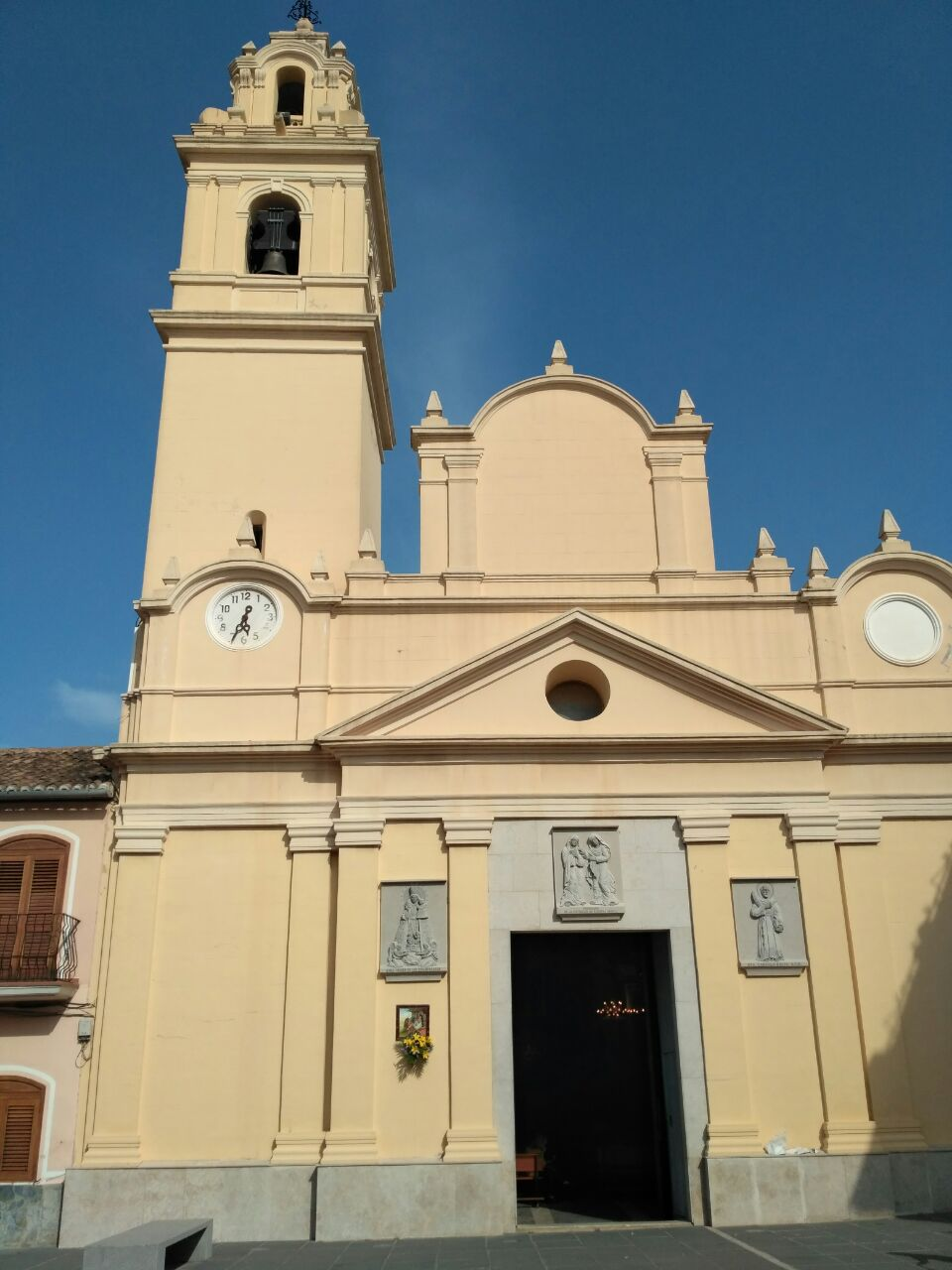
Marienkirche
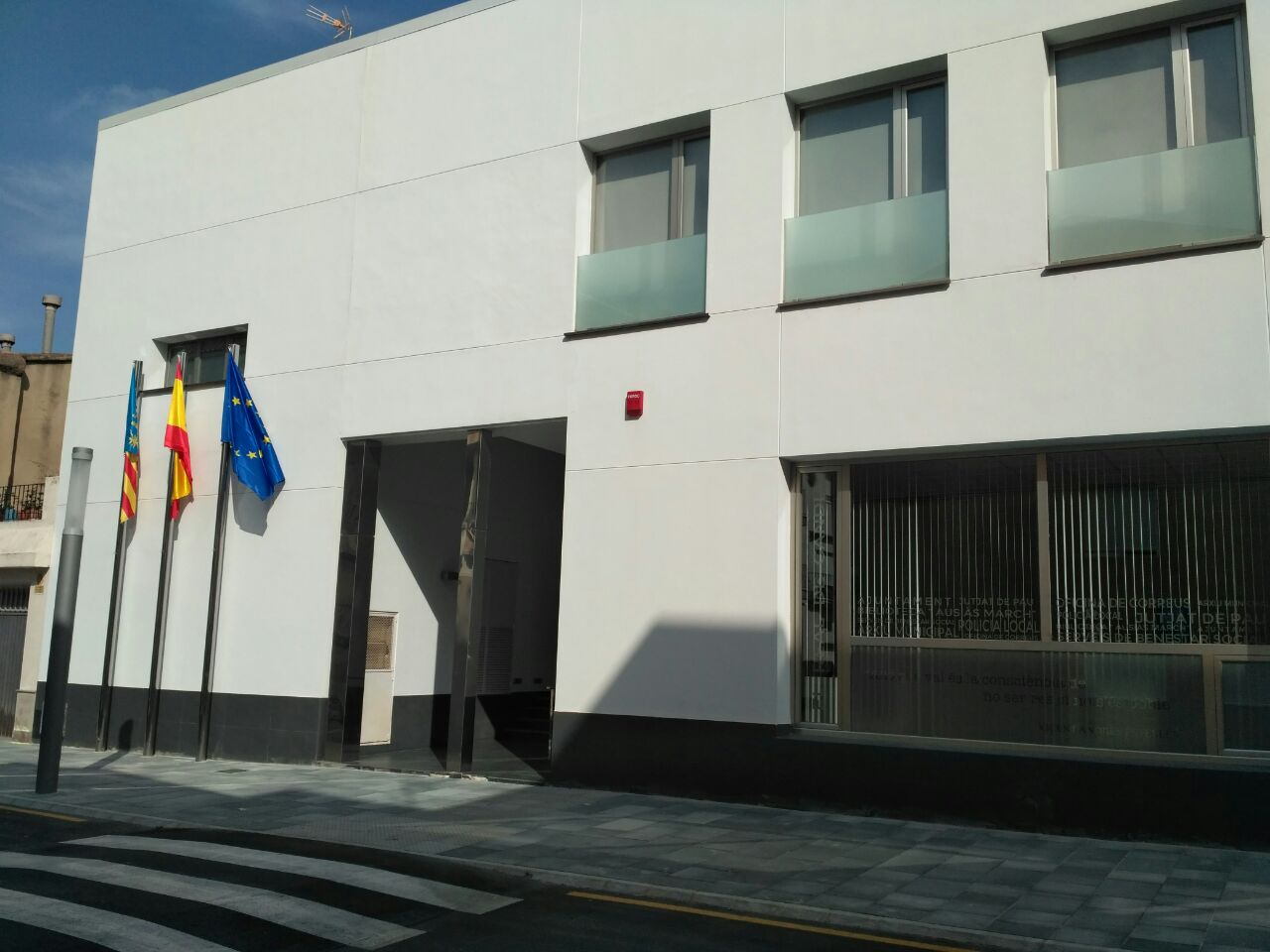
Neues Rathaus

## Persönlichkeiten
- José Gea Escolano (1929–2017), Bischof von Ibiza (1976–1987) und von Mondoñedo-Ferrol (1987–2005)